# Miroslav Perc
Miroslav Perc (ilegalno ime Maks), absolvent gradbeništva, član KPJ od 1934, aktivist OF, načelnik VOS za Primorsko in Ozne 9. korpusa, narodni heroj, * 2. februar 1912, Ljubljana, † 1. april 1945, Ogalce.
Padel v boju z Nemci.